# Liga Mistrzów UEFA (2019/2020)/Faza pucharowa
Faza pucharowa rozgrywek Ligi Mistrzów UEFA 2019/2020 rozpoczęła się 18 lutego 2020 i została zakończona meczem finałowym, który odbył się na Estádio da Luz w Lizbonie 23 sierpnia 2020. Zwycięzcą został Bayern Monachium po wygranej 1:0 nad Paris Saint-Germain.

## Terminarz
Wszystkie losowania miały miejsce w siedzibie UEFA w Nyonie, w Szwajcarii.
| Runda       | Data i czas losowania | Data pierwszego meczu                         | Data drugiego meczu                           |
| ----------- | --------------------- | --------------------------------------------- | --------------------------------------------- |
| 1/8 finału  | 16 grudnia 2019       | 18–19 i 25–26 lutego 2020                     | 10–11 marca i 7–8 sierpnia 2020               |
| Ćwierćfinał | 10 lipca 2020         | 12–15 sierpnia 2020 w Lizbonie                | 12–15 sierpnia 2020 w Lizbonie                |
| Półfinał    | 10 lipca 2020         | 18–19 sierpnia 2020 w Lizbonie                | 18–19 sierpnia 2020 w Lizbonie                |
| Finał       | 10 lipca 2020         | 23 sierpnia 2020 na Estádio da Luz w Lizbonie | 23 sierpnia 2020 na Estádio da Luz w Lizbonie |

## Zakwalifikowane drużyny
Do startu w fazie pucharowej uprawnionych było 16 drużyn:
- 8 zwycięzców fazy grupowej Ligi Mistrzów,
- 8 drużyn, które zajęły 2. miejsca w fazie grupowej Ligi Mistrzów,

Do dalszych etapów turnieju przechodzili zwycięzcy poszczególnych dwumeczów.
Losowanie par 1/8 finału odbyło się 16 grudnia 2019 roku. Zwycięzcy poszczególnych grup w fazie grupowej Ligi Mistrzów zostali rozlosowani przeciwko zespołom, które zajęły 2. miejsca w fazie grupowej Ligi Mistrzów. Drużyny z tych samych federacji oraz grup nie mogły zostać zestawione w jednej parze (dotyczy jedynie 1/8 finału).
    Drużyny rozstawione
    Drużyny nierozstawione
| Grupa | Zwycięzcy grup      | Drugie drużyny grup |
| ----- | ------------------- | ------------------- |
| A     | Paris Saint-Germain | Real Madryt         |
| B     | Bayern Monachium    | Tottenham Hotspur   |
| C     | Manchester City     | Atalanta            |
| D     | Juventus            | Atlético Madryt     |
| E     | Liverpool           | Napoli              |
| F     | FC Barcelona        | Borussia Dortmund   |
| G     | RB Lipsk            | Olympique Lyon      |
| H     | Valencia CF         | Chelsea             |

## 1/8 finału
Losowanie par tej rundy odbyło się 16 grudnia 2019 roku. Pierwsze mecze zostały rozegrane 18 i 19 lutego oraz 25 i 26 lutego 2020, a rewanże 10 i 11 marca oraz 7 i 8 sierpnia 2020.
| Drużyna 1                            | Wynik dwumeczu | Drużyna 2           | Pierwszy mecz | Drugi mecz  |
| ------------------------------------ | -------------- | ------------------- | ------------- | ----------- |
| Borussia Dortmund                    | 2:3            | Paris Saint-Germain | 2:1           | 0:2         |
| Real Madryt                          | 2:4            | Manchester City     | 1:2           | 1:2         |
| Atalanta                             | 8:4            | Valencia CF         | 4:1           | 4:3         |
| Atlético Madryt                      | 4:2            | Liverpool           | 1:0           | 3:2 (dogr.) |
| Chelsea                              | 1:7            | Bayern Monachium    | 0:3           | 1:4         |
| Olympique Lyon                       | 2:2 (br. wyj.) | Juventus            | 1:0           | 1:2         |
| Tottenham Hotspur                    | 0:4            | RB Lipsk            | 0:1           | 0:3         |
| Napoli                               | 2:4            | FC Barcelona        | 1:1           | 1:3         |
| Po lewej gospodarz pierwszego meczu. |                |                     |               |             |

### Pierwsze mecze
| 18 lutego 2020 | Borussia Dortmund | 2:1   | Paris Saint-Germain |                                                                        |
| 21:00 CET      | Håland 69', 77'   | (0:0) | 75' Neymar          | Signal Iduna Park, Dortmund Widzów: 66 099 Sędzia: Antonio Mateu Lahoz |

| 18 lutego 2020 | Atlético Madryt | 1:0   | Liverpool |                                                                     |
| 21:00 CET      | Ñíguez 4'       | (1:0) |           | Wanda Metropolitano, Madryt Widzów: 67 443 Sędzia: Szymon Marciniak |

| 19 lutego 2020 | Atalanta                                     | 4:1   | Valencia CF   |                                                                         |
| 21:00 CET      | Hateboer 16', 62' · Iličić 42' · Freuler 57' | (2:0) | 66' Czeryszew | Stadion Giuseppe Meazzy, Mediolan Widzów: 44 236 Sędzia: Michael Oliver |

| 19 lutego 2020 | Tottenham Hotspur | 0:1   | RB Lipsk        |                                                                       |
| 21:00 CET      |                   | (0:0) | 58' (k.) Werner | Tottenham Hotspur Stadium, Londyn Widzów: 60 095 Sędzia: Cüneyt Çakır |

| 25 lutego 2020 | Chelsea | 0:3   | Bayern Monachium                  |                                                               |
| 21:00 CET      |         | (0:0) | 51', 54' Gnabry · 76' Lewandowski | Stamford Bridge, Londyn Widzów: 36 761 Sędzia: Clément Turpin |

| 25 lutego 2020 | Napoli      | 1:1   | FC Barcelona  |                                                             |
| 21:00 CET      | Mertens 30' | (1:0) | 57' Griezmann | Stadio San Paolo, Neapol Widzów: 44 388 Sędzia: Felix Brych |

| 26 lutego 2020 | Real Madryt | 1:2   | Manchester City                |                                                                         |
| 21:00 CET      | Isco 60'    | (0:0) | 78' Jesus · 83' (k.) De Bruyne | Estadio Santiago Bernabéu, Madryt Widzów: 75 615 Sędzia: Daniele Orsato |

| 26 lutego 2020 | Olympique Lyon | 1:0   | Juventus |                                                                    |
| 21:00 CET      | Tousart 31'    | (1:0) |          | Parc OL, Décines-Charpieu Widzów: 57 335 Sędzia: Jesús Gil Manzano |

### Rewanże
| 10 marca 2020 | Valencia CF                   | 3:4   | Atalanta                           |                                                             |
| 21:00 CET     | Gameiro 21', 51' · Torres 67' | (1:2) | 3' (k.), 43' (k.), 71', 82' Iličić | Estadio Mestalla, Walencja Widzów: 0 Sędzia: Ovidiu Hațegan |

| 10 marca 2020 | RB Lipsk                         | 3:0   | Tottenham Hotspur |                                                                      |
| 21:00 CET     | Sabitzer 10', 21' · Forsberg 87' | (2:0) |                   | Red Bull Arena, Lipsk Widzów: 42 416 Sędzia: Carlos del Cerro Grande |

| 11 marca 2020 | Paris Saint-Germain       | 2:0   | Borussia Dortmund |                                                          |
| 21:00 CET     | Neymar 28' · Bernat 45+1' | (2:0) |                   | Parc des Princes, Paryż Widzów: 0 Sędzia: Anthony Taylor |

| 11 marca 2020 | Liverpool                   | 2:3 (pd.)       | Atlético Madryt                      |                                                          |
| 21:00 CET     | Wijnaldum 43' · Firmino 94' | (1:0, 1:0, 2:2) | 97', 105+1' Llorente · 120+1' Morata | Anfield, Liverpool Widzów: 52 267 Sędzia: Danny Makkelie |

| 7 sierpnia 2020 | Manchester City         | 2:1   | Real Madryt |                                                                      |
| 21:00 CET       | Sterling 9' · Jesus 68' | (1:1) | 28' Benzema | City of Manchester Stadium, Manchester Widzów: 0 Sędzia: Felix Brych |

| 7 sierpnia 2020 | Juventus              | 2:1   | Olympique Lyon |                                                       |
| 21:00 CET       | Ronaldo 43' (k.), 60' | (1:1) | 12' Depay      | Allianz Stadium, Turyn Widzów: 0 Sędzia: Felix Zwayer |

| 8 sierpnia 2020 | Bayern Monachium                                      | 4:1   | Chelsea     |                                                           |
| 21:00 CET       | Lewandowski 10' (k.), 84' · Perišić 24' · Tolisso 74' | (2:1) | 44' Abraham | Allianz Arena, Monachium Widzów: 0 Sędzia: Ovidiu Hațegan |

| 8 sierpnia 2020 | FC Barcelona                                | 3:1   | Napoli             |                                                    |
| 21:00 CET       | Lenglet 10' · Messi 23' · Suárez 45+1' (k.) | (3:1) | 45+5' (k.) Insigne | Camp Nou, Barcelona Widzów: 0 Sędzia: Cüneyt Çakır |

## Ćwierćfinały
Od tej rundy drużyny rywalizujące ze sobą w parach losowane są niezależnie od kraju z którego pochodzą, a także grupy w której występowały. Losowanie par tej rundy odbyło się 10 lipca 2020 roku. Od tej fazy zespoły rozgrywały tylko jeden mecz na neutralnych stadionach Estádio da Luz lub Estádio José Alvalade w Lizbonie. Mecze tej rundy zostały rozegrane od 12 do 15 sierpnia 2020 roku.
| Drużyna 1       | Wynik | Drużyna 2           |
| --------------- | ----- | ------------------- |
| Manchester City | 1:3   | Olympique Lyon      |
| RB Lipsk        | 2:1   | Atlético Madryt     |
| FC Barcelona    | 2:8   | Bayern Monachium    |
| Atalanta        | 1:2   | Paris Saint-Germain |

### Mecze
| 12 sierpnia 2020 | Atalanta    | 1:2   | Paris Saint-Germain                  |                                                          |
| 21:00 CET        | Pašalić 27' | (1:0) | 90' Marquinhos · 90+3' Choupo-Moting | Estádio da Luz, Lizbona Widzów: 0 Sędzia: Anthony Taylor |

| 13 sierpnia 2020 | RB Lipsk             | 2:1   | Atlético Madryt |                                                                   |
| 21:00 CET        | Olmo 51' · Adams 88' | (0:0) | 71' (k.) Félix  | Estádio José Alvalade, Lizbona Widzów: 0 Sędzia: Szymon Marciniak |

| 14 sierpnia 2020 | FC Barcelona                 | 2:8   | Bayern Monachium                                                                              |                                                         |
| 21:00 CET        | Alaba 7' (sam.) · Suárez 57' | (1:4) | 4', 31' Müller · 22' Perišić · 28' Gnabry · 63' Kimmich · 82' Lewandowski · 85', 89' Coutinho | Estádio da Luz, Lizbona Widzów: 0 Sędzia: Damir Skomina |

| 15 sierpnia 2020 | Manchester City | 1:3   | Olympique Lyon                |                                                                 |
| 21:00 CET        | De Bruyne 69'   | (0:1) | 24' Cornet · 79', 87' Dembélé | Estádio José Alvalade, Lizbona Widzów: 0 Sędzia: Danny Makkelie |

## Półfinały
Losowanie par tej rundy odbyło się 10 lipca 2020 roku. Mecze tej rundy zostały rozegrane 18 i 19 sierpnia 2020 roku.
| Drużyna 1      | Wynik | Drużyna 2           |
| -------------- | ----- | ------------------- |
| Olympique Lyon | 0:3   | Bayern Monachium    |
| RB Lipsk       | 0:3   | Paris Saint-Germain |

### Mecze
| 18 sierpnia 2020 | RB Lipsk | 0:3   | Paris Saint-Germain                        |                                                         |
| 21:00 CET        |          | (0:2) | 13' Marquinhos · 42' Di María · 56' Bernat | Estádio da Luz, Lizbona Widzów: 0 Sędzia: Björn Kuipers |

| 19 sierpnia 2020 | Olympique Lyon | 0:3   | Bayern Monachium                  |                                                                      |
| 21:00 CET        |                | (0:2) | 18', 33' Gnabry · 88' Lewandowski | Estádio José Alvalade, Lizbona Widzów: 0 Sędzia: Antonio Mateu Lahoz |

## Finał
| 23 sierpnia 2020 21:00 CET | Paris Saint-Germain | 0:1(0:0)Raport | Bayern Monachium · 59' Coman | Estádio da Luz, Lizbona Widzów: 0 Sędzia: Daniele Orsato |
|                            |                     |                |                              |                                                          |

| Paris Saint-Germain | Bayern Monachium |

|               | 1  | Keylor Navas             |     |     |
|               | 4  | Thilo Kehrer             |     |     |
|               | 2  | Thiago Silva (c)         | 83' |     |
|               | 3  | Presnel Kimpembe         |     |     |
|               | 14 | Juan Bernat              |     | 80' |
|               | 21 | Ander Herrera            |     | 72' |
|               | 5  | Marquinhos               |     |     |
|               | 8  | Leandro Paredes          | 52' | 65' |
|               | 11 | Ángel Di María           |     | 80' |
|               | 7  | Kylian Mbappé            |     |     |
|               | 10 | Neymar                   | 81' |     |
| Zmiany:       |    |                          |     |     |
|               | 16 | Sergio Rico              |     |     |
|               | 30 | Marcin Bułka             |     |     |
|               | 20 | Layvin Kurzawa           | 85' | 80' |
|               | 22 | Abdou Diallo             |     |     |
|               | 25 | Mitchel Bakker           |     |     |
|               | 31 | Colin Dagba              |     |     |
|               | 6  | Marco Verratti           |     | 65' |
|               | 19 | Pablo Sarabia            |     |     |
|               | 23 | Julian Draxler           |     | 72' |
|               | 27 | Idrissa Gueye            |     |     |
|               | 17 | Éric Maxim Choupo-Moting |     | 80' |
|               | 18 | Mauro Icardi             |     |     |
| Trener:       |    |                          |     |     |
| Thomas Tuchel |    |                          |     |     |

|                   | 1  | Manuel Neuer (c)     |       |     |
|                   | 32 | Joshua Kimmich       |       |     |
|                   | 17 | Jérôme Boateng       |       | 25' |
|                   | 27 | David Alaba          |       |     |
|                   | 19 | Alphonso Davies      | 28'   |     |
|                   | 6  | Thiago Alcântara     | 86'   |     |
|                   | 18 | Leon Goretzka        |       |     |
|                   | 22 | Serge Gnabry         | 52'   | 68' |
|                   | 25 | Thomas Müller        | 90+4' |     |
|                   | 29 | Kingsley Coman       |       | 68' |
|                   | 9  | Robert Lewandowski   |       |     |
| Zmiany:           |    |                      |       |     |
|                   | 26 | Sven Ulreich         |       |     |
|                   | 39 | Ron-Thorben Hoffmann |       |     |
|                   | 2  | Álvaro Odriozola     |       |     |
|                   | 4  | Niklas Süle          | 56'   | 25' |
|                   | 5  | Benjamin Pavard      |       |     |
|                   | 21 | Lucas Hernández      |       |     |
|                   | 8  | Javi Martínez        |       |     |
|                   | 10 | Philippe Coutinho    |       | 68' |
|                   | 11 | Mickaël Cuisance     |       |     |
|                   | 14 | Ivan Perišić         |       | 68' |
|                   | 24 | Corentin Tolisso     |       | 86' |
|                   | 35 | Joshua Zirkzee       |       |     |
| Trener:           |    |                      |       |     |
| Hans-Dieter Flick |    |                      |       |     |